# Circuit des Phares
Le circuit des Phares est un circuit touristique de la région touristique de la Gaspésie au Canada. Il permet aux amateurs de phares de visiter les quatorze phares de la région. Le circuit des Phares est propre à la région de la Gaspésie. 

## Histoire
Ce circuit permet l'interprétation de l'histoire du patrimoine maritime. En effet, les phares ont joué un grand rôle dans les activités maritimes, que ce soit pour la pêche, le transport maritime ou tout simplement pour les navires de croisière.

## Tracé
Le tracé de ce circuit débute à Métis-sur-mer et se termine à Carleton en Gaspésie. Ce circuit fait le tour de la région maritime. Les quatorze phares de la région se situent en bordure de la mer à des endroits distincts, de municipalité en municipalité. Le circuit des phares s'étend sur plus de 800 kilomètres. Cependant le circuit fait partie de la route des Phares qui parcourt les cinq régions du Québec maritime.
Liste des quatorze phares :
| Liste des quatorze phares du circuit |                                    |
| 1. Phare de la Pointe-Mitis          | 8. Phare de Cap Gaspé              |
| 2. Phare de Matane                   | 9. Phare du Cap-Blanc              |
| 3. Phare de Cap-Chat                 | 10. Phare du Cap d'Espoir          |
| 4. Phare de La Martre                | 11. Phare de Port-Daniel Ouest     |
| 5. Phare du Cap-de-la-Madeleine      | 12. Phare de la Pointe Bonaventure |
| 6. Phare de Pointe-à-la-Renommée     | 13. Phare de Pointe-Duthie         |
| 7. Phare de Cap-des-Rosiers          | 14. Phare de Carleton              |

1. Pointe de Mitis (Métis-sur-Mer).
Métis-sur-Mer est membre de l’association des plus beaux villages du Québec, reconnu particulièrement pour son phare et les Jardins de Métis. Situé le long d’une petite baie, il est possible d'y observer les phoques et les cormorans qui se prélassent sur les îlots rocheux. Le phare n'est plus en activité aujourd'hui.
2. Matane.
Ville reconnue pour ses crevettes, Matane est une ville avec une grande activité économique diversifié. De plus, Matane se fait de plus en plus reconnaître depuis les progrès fait dans l’énergie éolienne. Près de la ville, on retrouve des endroits magnifiques à visiter tels que la réserve faunique de Matane et le parc des îles.
3. Cap-Chat.
Juché en haut de la falaise qui rappelle étrangement la forme d'un chat assis, le phare de Cap-Chat, toujours en fonction, est un lieu touristique de la région.
4. La Martre.
Le phare de la Martre est opérationnel depuis 1906 et possède encore son système d'horlogerie d'origine. Il est doté d'une structure de bois unique. Le bâtiment adjacent présente des expositions sur l’interprétation des phares. De plus, dans la municipalité il est possible d’avoir accès à un site de fouille archéologique, et à la visite d'une exposition sur la préhistoire gaspésienne avec artéfacts de la période paléo-indienne.
5. Cap Madeleine (Rivière Madeleine).
Érigé en 1906, le phare du Cap-de-la-Madeleine est toujours opérationnel. C’est l’un des trois phares de la Haute-Gaspésie qui est accessible au grand public. Situé dans la Municipalité Régionale de Comté (MRC) de Sainte-Madeleine-de-la-Rivière-Madeleine, le phare Cap Madeleine est un musée. Proche du phare se trouve dans la forêt un lieu unique celui de la passe migratoire souterraine pour le saumon de l’Atlantique, la plus longue au monde taillée dans la roche.
6. Pointe-à-la-Renommée.
Le phare de Pointe-à-la-Renommée, est le phare centenaire qui a la plus voyagé au monde. Il fut déplacé dans le vieux port de Québec en 1977 pour être rapatrié en 1997 à Pointe-à-la-Renommée, après vingt ans d’exil. En 1992, des citoyens ont décidé de créer un conseil afin de pouvoir restaurer le lieu où se trouve le phare. En plus de sa visite, il y a le premier poste de radiomaritime. Point-à-la-Renommée, est un centre d’interprétation.
7. Cap-des-Rosiers.
Du haut de ses trente-sept mètres, le phare de Cap-des-Rosiers, érigé en 1858, est le plus haut au pays. Celui-ci fut classé monument historique en 1977. C’est du haut de ce cap qu’un officier aurait aperçu le bateau de Wolfe en 1759. Le cap porte le nom de Cap-des-Rosiers, puisque dans le passé on y trouvait beaucoup de rosiers. Le phare est ouvert au grand public.
8. Cap Gaspé.
Contrairement aux autres phares, le phare de Cap-Gaspé ne mesure que 12.8 mètres de hauteur. Cependant, haut perché sur une falaise de quatre-vingt-quinze mètres, le petit phare est visible au large par les marins. Depuis 1873, trois  phares s'y sont succédé, et malgré les changements, l’éclairage est toujours resté le même. Le phare de Cap-Gaspé est toujours actif. 
9. Cap Blanc (Percé).
Le phare de Cap Blanc a Percé connu pour le fameux rocher percé, fut construit en 1916 pour remplacer le phare précédent. Il n’est plus opérationnel depuis 1997.
10. Cap-d’Espoir.
Le phare de Cap-d’Espoir offre la possibilité de location de la maison de l’assistant gardien de phare. Vu son emplacement, l’endroit est propice à l’observation des animaux marins et de la mer.
11. Port Daniel Ouest (Port Daniel Gascon).
Le phare Port-Daniel-Ouest, n’est plus en activité. Situé à Port Daniel Gascon, il est la propriété de l’État. Il fut construit en 1919. Port Daniel Gascon est une municipalité riche d’histoire. La municipalité regorge d’endroits reconnus tel que la gare centenaire, la Maison Legrand ainsi que le seul tunnel ferroviaire encore en opération au Québec.
12. Bonaventure.
Le phare de la pointe Bonaventure surplombe la baie des chaleurs. Le phare est un édifice fédéral du patrimoine reconnu à cause de son importance dans l’histoire. Il fut construit en 1902 et déplacé en 1907 afin qu’il soit plus visible de la mer. 
13. Pointe Duthie.
Le phare de la Pointe Duthie est situé sur la Pointe Duthie sur les berges de la Baie-des-Chaleurs. Il est dans le village gaspésien de l’héritage britannique.
14. Carleton.
Ce phare est toujours actif de nos jours. Il est situé sur la pointe Tracadigash sur l'avenue du Phare à l'extrémité ouest du Camping de Carleton-sur-Mer.